# Cryodraco pappenheimi
Cryodraco pappenheimi är en fiskart som beskrevs av Regan, 1913. Cryodraco pappenheimi ingår i släktet Cryodraco och familjen Channichthyidae. Inga underarter finns listade i Catalogue of Life.